# Liste de films vénézuéliens
Ci-dessous une liste des films produits par le cinéma vénézuélien. Cette liste est nécessairement incomplète.
Pour une liste alphabétique des films vénézuéliens voir Catégorie:Film vénézuélien.

## Années 1950
- 1950 : La balandra Isabel llegó esta tarde (traduit par La Caravelle Isabel partira ce soir ou L'Escale du désir) de Carlos Hugo Christensen : prix de la meilleure photographie au Festival de Cannes 1951
- 1956 : La Gran sabana de Elia Marcelli
- 1958 : Llano adentro de Elia Marcelli
- 1958 : Cain adolescente de Román Chalbaud
- 1959 : Araya de Margot Benacerraf : documentaire sur la péninsule d'Araya, coécrit avec Pierre Seghers, prix de la critique internationale au Festival de Cannes 1959

## Années 1960
- 1962 : Septimo paralelo de Elia Marcelli
- 1963 : Cuentos para Mayores de Roman Chalbaud
- 1964 : Isla de sal de Clemente de la Cerda
- 1969 : Simon Bolivar (Simón Bolívar) d'Alessandro Blasetti

## Années 1970
Un nouveau cinéma vénézuélien, socialement engagé :
- 1972 : Cuando quiero llorar no lloro de Mauricio Walerstein : adaptation du roman de Miguel Otero Silva
- 1974 : La Quema de Judas de Román Chalbaud
- 1975 : Crónica de un subversivo latinoamericano de Mauricio Walerstein
- 1976 : Soy un delincuente de Clemente de la Cerda  Prix Spécial du Jury au Festival de Locarno 1977
- 1977 : El Pez que fuma de Román Chalbaud : film emblématique mettant en scène la lutte pour le pouvoir dans une maison close de La Guaira
- 1978 : El Rey del Joropo de Carlos Rebolledo et Thaelman Urgelles ; La Empresa perdona un momento de locura de Mauricio Walerstein
- 1979 : País Portátil de Ivan Feo et Felipe Llerandi

## Années 1980
- 1982 : Cangrejo de Román Chalbaud
- 1982 La boda de Thaelman Urgelles
- 1985 : Oriana de Fina Torres : Caméra d'or au Festival de Cannes 1985
- 1985 : Macu, la mujer del policía de Solveig Hoogesteijn
- 1986 : La Generación Halley de Thaelman Urgelles
- 1988 : Con el corazón en la mano de Mauricio Walerstein
- 1989 : Cuchillos de fuego de Román Chalbaud

## Années 1990
- 1990 : Jericó de Luis Alberto Lamata : Gran Coral au Festival de La Havane
- 1990 : Rio Negro : de Atahualpa Lichy  Coral du meilleur scénario au Festival international du nouveau cinéma latino-américain de La Havane 1985, Makhila d'honneur (Opera prima) au Festival Biarritz Amérique Latine, India Catalina a la Opera prima au Festival Internacional de Cine de Cartagena de Indias et prix Opera prima, Meilleur acteur et Meilleur son aux Auteurs cinématographiques du Venezuela (ANAC)
- 1994 : Sicario de Joseph Novoa
- 1997 : Pandemonium, la capital del infierno de Roman Chalbaud
- 1999 : Huelepega: Ley de la calle de Elia Schneider

## Années 2000
- 2004 : Punto y Raya de Elia Schneider
- 2005 : Secuestro Express  de Jonathan Jakubowicz
- 2005 : Miranda regresa de Luis Alberto Lamata
- 2005 : El Caracazo de Roman Chalbaud
- 2007 : Cartes postales de Leningrad de Mariana Rondón (en) : prix du réalisateur au Festival du film du Kerala
- 2009 : Venezzia de Haik Gazarian

## Années 2010
- 2010 : Habana Havana de Fina Torres
- 2014 : Pelo Mao de Mariana Rondon, Coquille d'or au Festival de Saint-Sébastien 2013
- 2014 : Azul y no tan rosa de Miguel Ferrari, Goya du meilleur film étranger en langue espagnole 2014
- 2015 : Les Amants de Caracas (Desde allá) de Lorenzo Vigas, Lion d'or à la Mostra de Venise 2015
- 2016 : El Amparo de Rober Calzadilla
- 2016 : La Soledad de Jorge Thielen Armand
- 2017 : La Familia de Gustavo Rondon Cordova, en compétition à la 56e Semaine de la Critique à Cannes et Grand Prix du Festival Biarritz Amérique Latine
- 2017 : La planta insolente de Roman Chalbaud

## Années 2020
- 2020 : La Fortaleza de Jorge Thielen Armand, présenté au Festival de Rotterdam
- 2022 : Border Line (Upon Entry) de Juan Sebastián Vásquez et Alejandro Rojas (production espagnole mais réalisateurs vénézuéliens)